# Závratec
Závratec je vesnice, část města Třemošnice v okrese Chrudim v Pardubickém kraji. Nachází se jeden kilometr severozápadně od Třemošnice. Prochází tudy železniční trať Čáslav–Třemošnice a silnice II/337. Protéká tudy Lovětínský potok, který je pravostranným přítokem řeky Doubravy. Závratec je také název katastrálního území o rozloze 2,27 km².

## Další fotografie

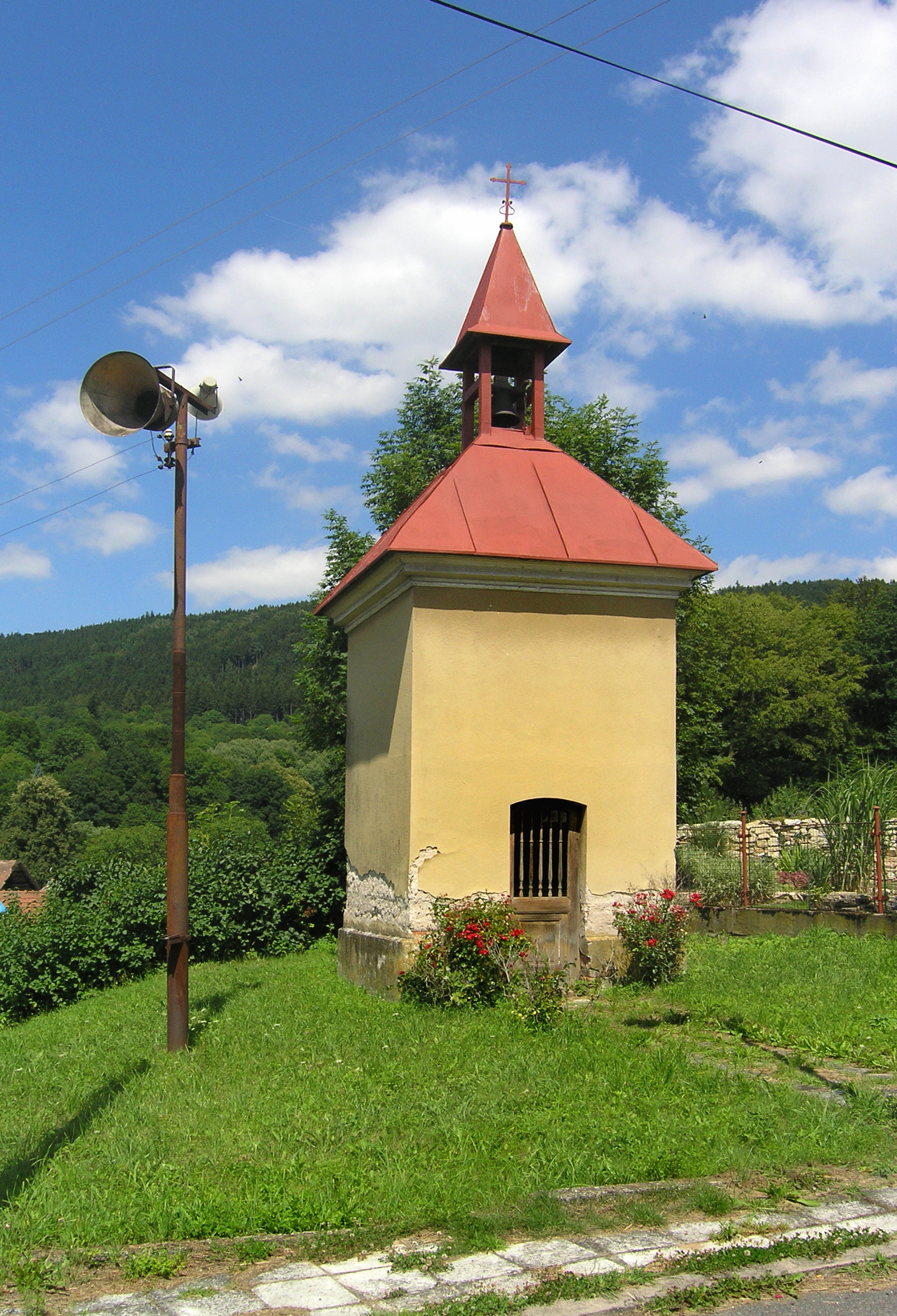
Kaplička s rozhlasem
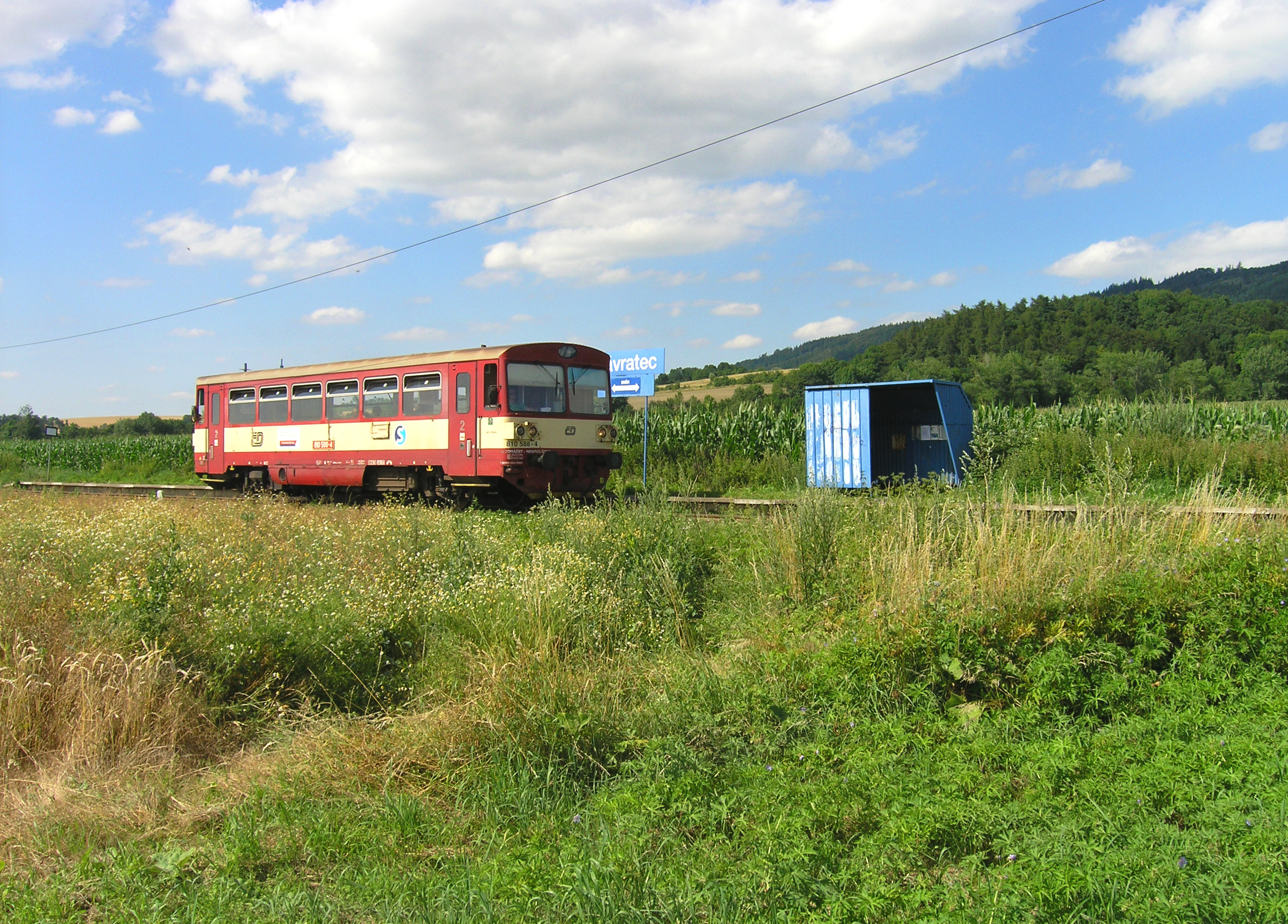
Železniční zastávka jižně od vesnice
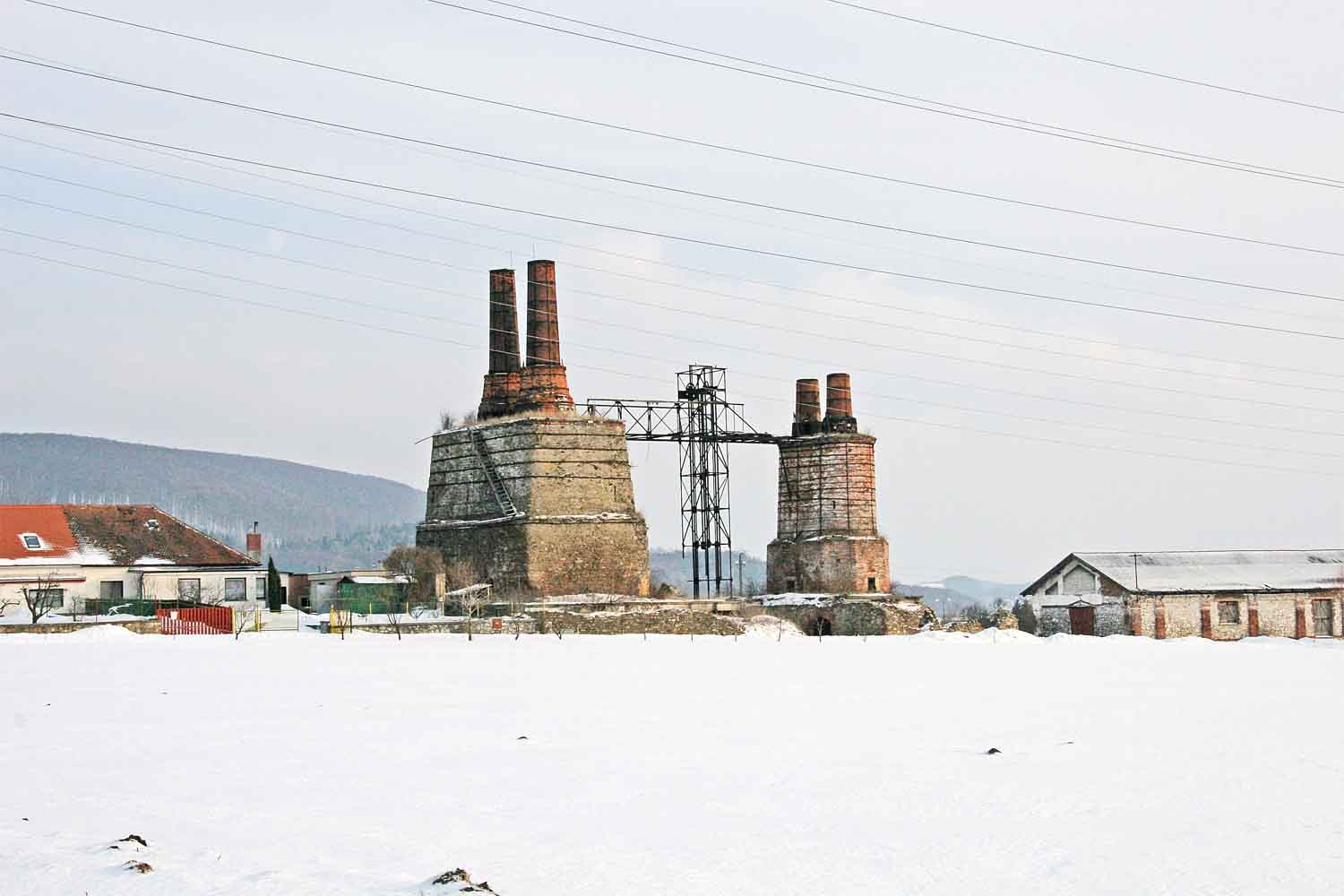
Berlova vápenka
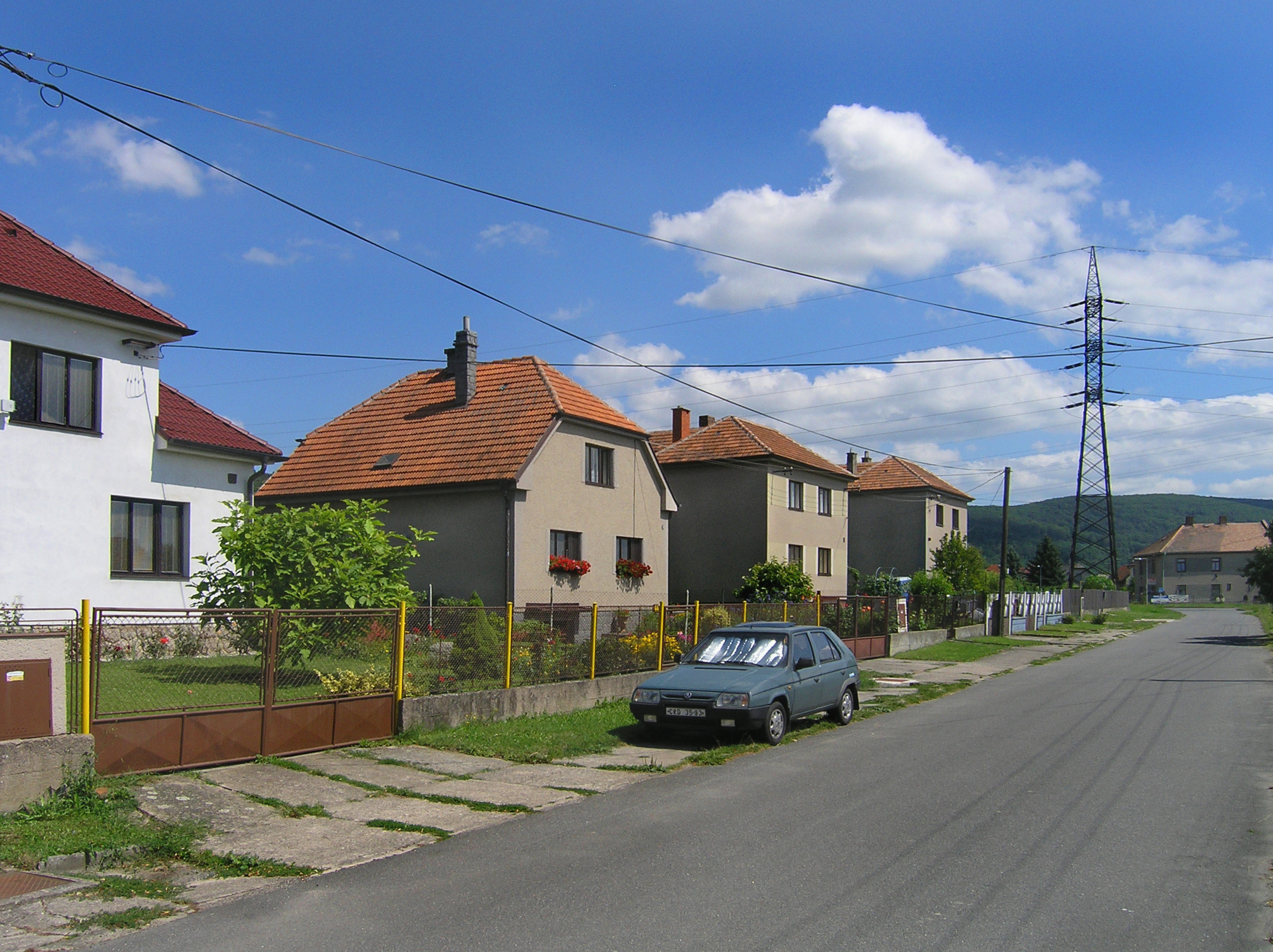
Domky na východě vesnice